# Sociedade Lunar

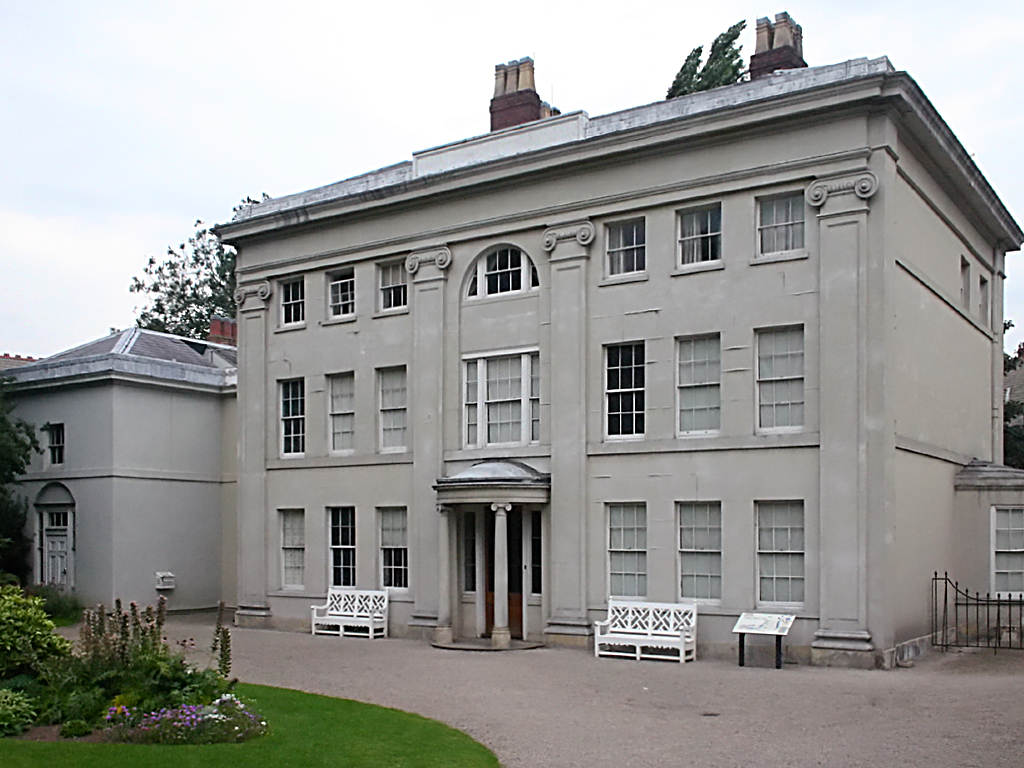
Museu Soho House, antiga residência do engenheiro Matthew Boulton e um dos pontos de encontros da Sociedade.

A Sociedade Lunar foi um clube de discussão e sociedade científica informal composta por importantes industrialistas, filósofos naturais e intelectuais que se reuniam regularmente na cidade de Birmingham, Inglaterra, entre os anos de 1765 e 1813. Era inicialmente denominada "Círculo Lunar" até que em 1775 adotou o nome "Sociedade Lunar". Tal título remete ao fato de seus membros reunirem-se somente nos períodos de lua cheia, quando a maior luminosidade tornava o regresso para casa mais fácil e seguro na ausência de iluminação pública.